# Pierbach
Pierbach település Ausztriában, Felső-Ausztria tartományban, a Freistadti járásban, területe 22,7 km².

## Fekvése
Tengerszint feletti magassága 494 méter. Pierbach Schönau im Mühlkreis, Unterweißenbach, Königswiesen, Sankt Thomas am Blasenstein, Rechberg és Bad Zell településekkel határos.

## Népesség
Lakosainak száma 1011 fő (2018. január 1.).